# Perfluorphosphinsäuren

Strukturformel der Bis(perfluorhexyl)phosphinsäure (C_{6}/C_{6}-PFPIA)

Perfluorphosphinsäuren (PFPIA von englisch perfluoroalkyl phosphinic acid; auch Bis(perfluoralkyl)phosphinsäuren) sind chemische Verbindungen mit der Summenformel CnF2n+1P(=O)(OH)(CmF2m+1). Sie gehören zur Familie der per- und polyfluorierten Alkylverbindungen (PFAS).

## Herstellung
PFPIA können über zwei unterschiedliche Synthesewege hergestellt werden, mit Perfluoralkyliodiden (CnF2n+1I) oder Tri(perfluoralkyl)difluorphosphoranen [(CnF2n+1)3PF2] als Ausgangsmaterial.
Bei den meisten kommerziellen Produkten handelt es sich um Mischungen von PFPIA-Homologen mit geradzahligen Perfluoralkylketten, die zwischen sechs und zwölf Kohlenstoffen variieren.
| Abkürzung     | CAS-Nummer   |
| ------------- | ------------ |
| C4/C4-PFPIA   | 52299-25-9   |
| C6/C6-PFPIA   | 40143-77-9   |
| C8/C8-PFPIA   | 40143-79-1   |
| C10/C10-PFPIA | 52299-27-1   |
| C12/C12-PFPIA | 63225-54-7   |
| C6/C8-PFPIA   | 610800-34-5  |
| C6/C10-PFPIA  | 1240600-40-1 |
| C6/C12-PFPIA  | 1240600-41-2 |
| C8/C10-PFPIA  | 500776-81-8  |

## Eigenschaften
PFPIA werden in der Umwelt und in Organismen in Perfluorphosphonsäuren (PFPA) sowie – über Zwischenschritte – in Perfluorcarbonsäuren (PFCA) umgewandelt. Diese sind persistent, d. h. sie werden weder durch Hydrolyse, Photolyse, Oxidation noch biologischen Abbau abgebaut.

## Verwendung
Zu den wichtigsten Verwendungszwecken gehören Tenside, Verlaufs- und Benetzungsmittel in Wachsen und Beschichtungen sowie Entschäumer in der Textilindustrie, der pharmazeutischen Industrie, der Metallindustrie und in Pestizidformulierungen.